# Ana Zelich Martínez
Ana Zelich Martínez (Barcelona, 3 de març de 1955) és una dissenyadora gràfica i directora creativa amb una llarga trajectòria en disseny i comunicació visual i, més específicament, en l'àmbit de la gràfica audiovisual (motiongraphics), el branding per a televisió (broadcast design, o gestió de marca) i projectes globals multidisciplinaris.

## Formació
Es graduà en Disseny Gràfic a l'Escola Superior de Disseny ELISAVA, i es llicencià en Història de l'Art a la Universitat de Barcelona. L'any 1982 obtingué un Master of Science del Pratt Institute de Nova York en Comunicació Audiovisual, amb una beca Fulbright atorgada per la Fundació La Caixa.

## Trajectòria professional
El seu treball s'ha desenvolupat en paral·lel a l'evolució de l'animació i la gràfica aplicada a la imatge en moviment, des de l'etapa inicial analògica fins a la digital. Va ser pionera en la creació de projectes gràfics amb l'aparició i ús dels primers ordinadors en l'entorn del disseny, concretament com a realitzadora i directora d'art en diverses empreses pioneres i també en projectes museístics.
La trajectòria professional d'Ana Zelich ha transcorregut per diferents etapes:
L'any 1984, i fins al 1986, va ser la directora d'art a Animàtica, primera empresa de disseny espanyola dedicada a la imatge de síntesi, pionera en animació 3D i en motion graphics. Pionera a Europa en animacions per ordinador, va realitzar a Barcelona peces molt variades, la major part de propòsit comercial, com ara capçaleres de televisió, anuncis industrials, anuncis divulgatius, etc. I també algunes peces de creació lliure. L'empresa dissenyà el primer branding en pantalla de TV3, Televisió de Catalunya i capçaleres com Arsenal, en col·laboració amb Peret, i Blanc o Negre, també per a TV3, així com els Informatius del segon canal de Televisió Espanyola. També va fer les peces audiovisuals d'identitat per a l'Exposició “Diseño España”, a Europalia, Bruseles 1985, i l'exposició del Ministerio de Cultura “Procesos, Cultura i Nuevas Tecnologías” al Centro de Arte Reina Sofía, 1986. Diferents treballs de l'empresa van ser seleccionats o premiats a Imagina, Rencontres Audiovisuelles, promogut per l'INA, Institut National de l'Audiovisuel de France. També tres projectes de disseny reberen el primer premi LAUS en Disseny Audiovisual, inaugurant aquest apartat en les pròximes edicions d'aquest premi anual de disseny del ADG-FAD.
Del 1986 al 1988 Zelich treballà com a dissenyadora i realitzadora freelance en projectes de motion graphics per a la productora Ovideo de Barcelona, dirigint l'animació i postproducció en empreses audiovisuals de Londres.
L'any 1989, juntament amb Luís Rueda i Neus Grabulosa –treballadors al departament de disseny de Televisió de Catalunya, TV3–, fou cofundadora de Zoptic, empresa especialitzada en disseny i realització per a televisió. Zoptic introduí la integració de diverses tècniques d'animació gràfica amb la imatge real, creant projectes audiovisuals multidisciplinaris. L'activitat de l'empresa es mantingué fins al 1994. Va intervenir en la imatge d'identitat de Canal+ a Espanya, la de l'Expo de Sevilla el 1992, i en televisions autonòmiques com ara TV3 i Canal9.
Del 1995 al 1998 va ser directora d'Art a Canal +, on dirigí la creativitat i la producció dels identificatius temàtics d'aquest canal. En aquest projecte implicà diversos artistes plàstics per crear una imatge més experimental i amb nous llenguatges audiovisuals, amb l'objectiu de renovar la imatge del canal, portar a terme la renovació i disseny del seu branding on-air i off-air, així com el dels seus programes i canals temàtics.
Entre els anys 1998 i 2001 va treballar com a dissenyadora i realitzadora free-lance, per a moltes televisions d'àmbit nacional (com CNN +, Canal Sur Televisión, Televisión de Canarias i Disney Channel). També inicià una relació com a col·laboradora gràfica per a la productora El Terrat, dissenyant la imatge per a nombroses sèries com ara Plats Bruts, Moncloa Dígame i programes com La Última Noche i Set de Nit.
Del 2001 al 2013 treballà a Zeligstudio, empresa fundada l'any 2001 juntament amb el grup Mediapro. Dedicada al disseny, producció i postproducció audiovisual, especialitzada en identitat i branding per a canals de televisió –entre els quals la Sexta, TVE, Canal33, K3, Betevé...–, també ha dissenyat i produït la imatge gràfica de programes creant-ne la capçalera, els separadors, els elements de retolació i els crèdits. Ha dissenyat i produït per a la publicitat, especialment en aquells espots on el concepte i la imatge requereixen un equip de disseny gràfic amb capacitat integrada de postproducció i animació. Ha ampliat el seu àmbit de treball, desenvolupant la imatge de llançament de pel·lícules cinematogràfiques, tràilers, espots i crèdits de llargmetratges, i també peces de promoció en altres suports, com cartells i pressbooks.
Des del 2013 és directora d'art en el grup audiovisual Mediapro, amb seus a tot el món –Barcelona, Madrid, Miami, Dubai, Buenos Aires, Lisboa, São Paulo, etc.– i una posició líder en el sector audiovisual com a productora, proveïdora de continguts i serveis tècnics, que gestiona i distribueix esdeveniments esportius, produint cinema, canals de televisió, documentals i continguts interactius.
El Museu del Disseny de Barcelona conserva una mostra dels seus treballs. Així mateix, Anna Zelich va ser una de les dissenyadores presents a l'exposició Som aquí. Les dones en el disseny 1900-avui, organitzada per aquest museu el 2023, que recuperava les dissenyadores pioneres dels anys 1960, 1970 i 1980 a Catalunya.

## Docència, congresos, conferències
Al llarg de la seva trajectòria també ha exercit com a docent en diferents escoles superiors de disseny, com ELISAVA, Bau, Escola Superior de Disseny (Barcelona), i a la Universitat Pompeu Fabra. Ha col·laborat puntualment amb publicacions especialitzades d'aquest àmbit.
També ha participat en congressos i fòrums de disseny, comunicació audiovisual i noves tecnologies com a jurat i ponent, entre els quals al Museu Valencià de la Il·lustració i la Modernitat (2014), al Broadcat / ADG-FAD Design Conference 2006 Barcelona, o ArtFutura 2002, al CCCB.
D'altra banda, ha format part de la Junta del Cercle Artístic de Sant Lluc entre els anys 2018 i el 2019 i des de març de 2016 ha estat vicepresidenta del Patronat d´Elisava Escola Superior de Disseny i Enginyeria.
Ha participat en publicacions, entre el 2009 i 2010, de la plataforma Broadcat, una plataforma online per a la divulgació del disseny audiovisual, promoguda per l'ADG FAD.

## Premis i reconeixements
Entre els premis i reconeixements més significatius de la seva carrera figuren el Gold Award 2002 de l'Art Directors Club of Europe per Geoplaneta (Grupo Planeta), el Gold Award 2007 de BDA Promax pel disseny de K3 (Televisió de Catalunya), una vintena de premis i nominacions des de 1986 als Premis Laus de l'Associació de Directors d'Art i Dissenyadors Gràfics de Barcelona, i al 2019 el Laus d'honor a la trajectòria professional.